# Franse Gestapo
De Franse Gestapo of Carlingue was de naam voor de Franse hulptroepen van de Gestapo die actief waren tussen 1941 en 1944 en gestationeerd waren aan de 93 rue Lauriston in Parijs.
Deze groep rekruteerde zijn leden uit hetzelfde milieu als hun leiders, de gangsters Henri Lafont (hun leider) en Pierre Loutrel (alias Pierrot le fou) en anderen met een roerig verleden zoals Pierre Bonny. De banden met de bezetters gaven hun vele contacten met louche figuren als Joseph Joanovici. Ze waren afkomstig uit de Noord-Afrikaanse brigade, die bestond uit moslims die toegewijd waren aan de nazi-zaak, die betrokken waren bij de onderdrukking van de Maquis in Tulle.
De gepensioneerde politieman Henri Longuechaud: "We kunnen vaak geschokt zijn door het cijfer van 30 000 tot 32 000 soms aangeduid als Carlingue’s leden. Toen de bezetter in Parijs een wervingspunt voor 2 000 ondersteunende politieagenten voor hun dienst oprichtte, kregen ze niet minder dan 6 000 kandidaten.”
Haar voornaamste leden werden na de bevrijding berecht en veroordeeld.